# Chrysotoxum derivatum
Chrysotoxum derivatum är en tvåvingeart som beskrevs av Walker 1849. Chrysotoxum derivatum ingår i släktet getingblomflugor, och familjen blomflugor. Inga underarter finns listade i Catalogue of Life.